# Blaenavon
Blaenavon (walisisch: Blaenafon) ist eine Stadt im südlichen Wales an der Quelle des Afon Llwyd. Die an einem Hügel gelegene Stadt ist ein UNESCO-Weltkulturerbe.

## Geschichte

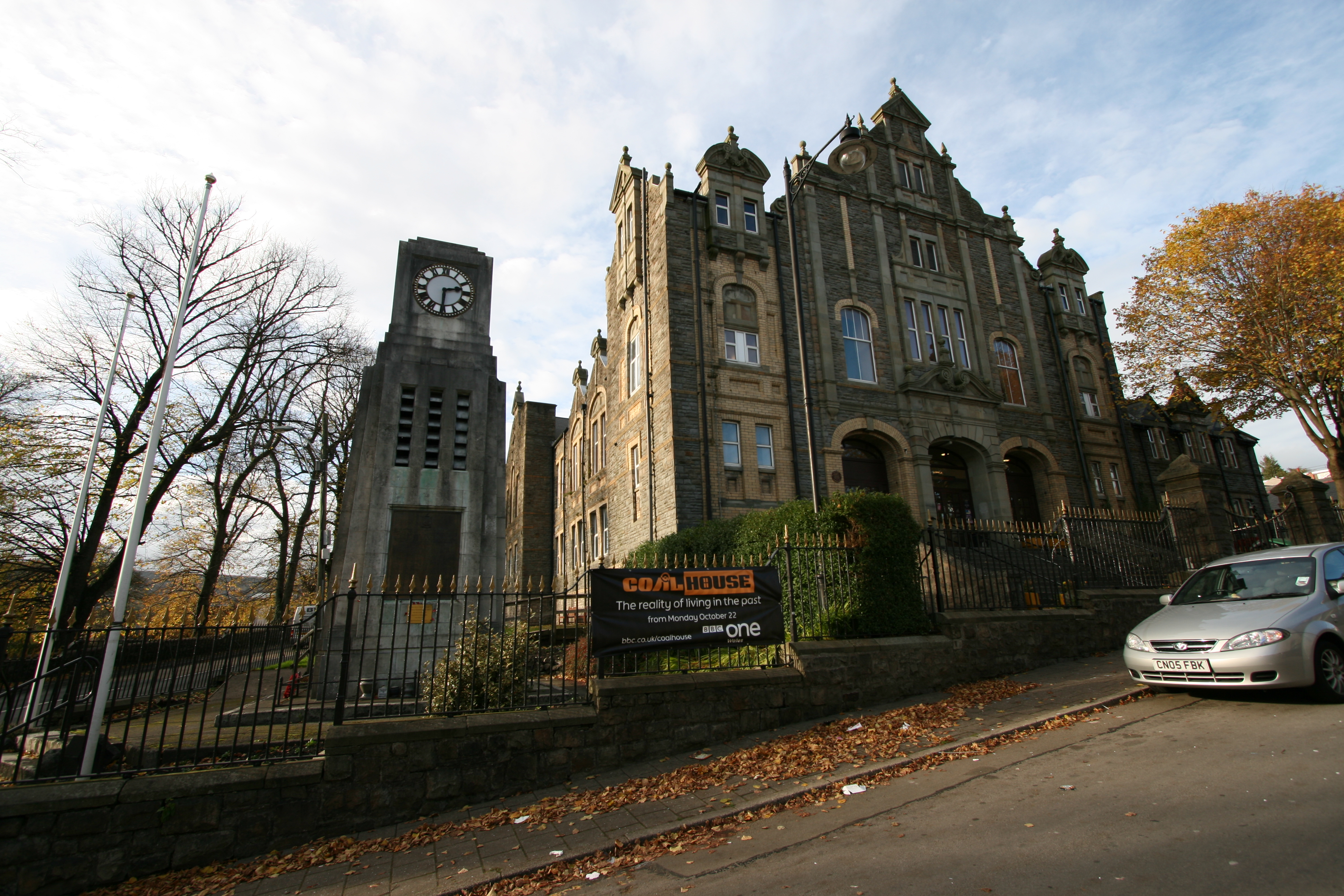
Blaenavon War Memorial und Workmen's Hall

Blaenavon wuchs um eine 1788 eröffnete Eisenhütte (Blaenavon Ironworks). Ein Teil dieser Eisenhütte enthält heute ein Museum. Die Stahlindustrie und Bergwerke folgten kurz darauf, was dazu führte, dass die Einwohnerzahl auf über 20.000 anstieg.
Da die Eisenhütte bereits 1900 ihre Pforten schloss und die letzte Kohlengrube im Jahre 1980 ihren Betrieb einstellte, schrumpfte die Einwohnerzahl das gesamte 20. Jahrhundert hindurch. Heute leben hauptsächlich ältere Leute in der Stadt.

## Sehenswürdigkeiten
Sehenswürdigkeiten der Stadt sind die Museumseisenbahn Pontypool and Blaenavon Railway und das „Big Pit“, ein Ankerpunkt der Europäischen Route der Industriekultur (ERIH). „The Big Pit“ ist eine ehemalige Kohlegrube, die heute als Besucherbergwerk betrieben wird. National Museums and Galleries of Wales betreibt Big Pit als nationales Bergbaumuseum von Wales. Wie bei allen walisischen Nationalmuseen ist der Eintritt frei.
Minenarbeiter fuhren 1860 zuerst in die Mine ein. Ihren Namen erhielt sie aufgrund der damals riesigen Ausmaße. Der Schacht wuchs in den 1870ern bis auf 293 Fuß (knapp 100 Meter). Zu ihrer Hochzeit um 1908 arbeiteten 1.122 Menschen in der Mine, in den folgenden Jahrzehnten sank die Zahl der Beschäftigten stetig bis auf 494 im Jahr 1970. Am 2. Februar 1980 stellte der Betreiber den Betrieb der Mine ein.
1983 eröffnete das walisische Nationalmuseum die Mine als Besucherbergwerk, 2003 folgte eine umfassende Neugestaltung, die 2005 zur Auszeichnung mit dem Gulbenkian Prize führte.

## Bücherstadt
Zurzeit versucht man Blaenavon wieder dadurch zu beleben, dass man sie neben Hay-on-Wye zur zweiten „Bücherstadt“ in Wales machen will. Diese Maßnahme war aber bislang nicht erfolgreich. Möglicherweise hängt das mit dem unattraktiven Image der Stadt, als auch mit der ungünstigen Lage zusammen. Dabei half es bislang auch nicht, dass Investoren erhebliche Summen in die Innenstadt steckten und das Buchangebot sich sehen lassen kann.

## Partnerschaft
Blaenavon ist die Partnerstadt von Coutras in Frankreich.

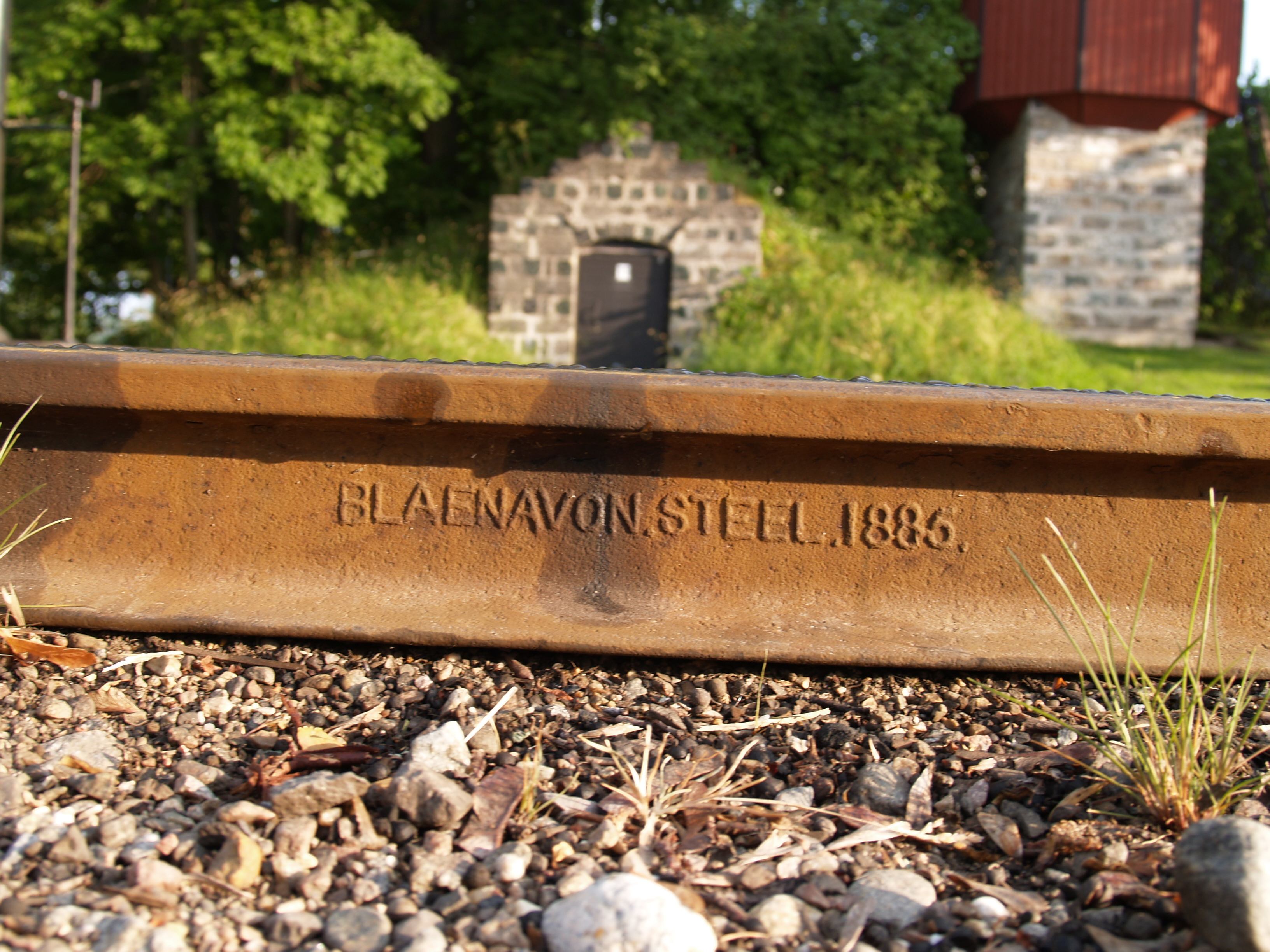
Eine 1886 im Stahlwerk gewalzte Schiene, die heute noch benutzt wird; gesehen in Schweden

## Söhne und Töchter der Stadt
- Edmund W. Samuel (1857–1930), US-amerikanischer Politiker
- E. E. Clive (1879–1940), Schauspieler in Hollywood
- Ken Jones (1921–2006), Leichtathlet

## Nachweise
1. ↑  Statistics-and-Census-Information 2011: Blaenavon-Town (Memento des Originals vom 16. März 2017 im Internet Archive)  Info: Der Archivlink wurde automatisch eingesetzt und noch nicht geprüft. Bitte prüfe Original- und Archivlink gemäß Anleitung und entferne dann diesen Hinweis.
2. ↑  Website Torfaen County Borough Council – Town Twinning